# Centenera de Andaluz
Pour les articles homonymes, voir Centenera (homonymie).
Centenera de Andaluz est une commune espagnole de la province de Soria en Castille-et-León.